# 町屋 (荒川區)
町屋（日语：／ Machiya */?）是東京都荒川區的町名。現行行政地名為町屋一丁目至町屋八丁目。

## 地理
位於荒川區中北部，是擁有下町風貌的町。町域北、東與足立區以隅田川為界。南接荒川，西連東尾久。
町內町工廠與商店街、住宅混雜。都電荒川線通過町域南界。

## 交通

### 鐵道
東京地下鐵
- 千代田線：町屋站

京成電鐵
- 京成本線：町屋站（所在地荒川七丁目）

東京都交通局
- 都電荒川線：町屋車站前停留場、町屋二丁目停留場（所在地荒川七丁目、六丁目）

### 道路、橋梁
道路
- 東京都道313號上野尾竹橋線（日语：東京都道313号上野尾竹橋線）（尾竹橋通（日语：尾竹橋通り））

橋梁
- 尾竹橋

## 設施
行政
- 町屋區民事務所
- 尾竹橋清掃所

教育
- 荒川區立大門小學校
- 荒川區立第四峽田小學校
- 荒川區立第五峽田小學校
- 荒川區立第七峽田小學校
- 荒川區立第五中學校
- 荒川區立原中學校

其他
- 東京博善町屋齋場（日语：町屋斎場）

## 備註
1. ↑  町丁別世帯数及び人口一覧表（荒川区全域）[永久]